# Diarré
Diarré (förr utsot eller durklopp) innebär att avföringen innehåller 60–90 % vatten, vilket medför att avföringen blir lös i konsistensen och att den kommer oftare än annars. Det beror huvudsakligen på två saker, att tarmrörelserna i tjocktarmen är snabbare med sämre näringsupptag (malabsorption) och/eller en förändrad sekretion i tunntarmen. Diarré kan vara akut, som vid magsjuka och matförgiftning, eller kronisk, som vid irritabel tarm och cancer i tjocktarmen eller tunntarmen. Kronisk diarré – som vid irritabel tarm – kan vara mer eller mindre intermittent, det vill säga komma och gå i perioder.
Svårartad, långvarig, kronisk diarré kan definieras som tarmsvikt. Diarré kan ge vätskebrist, störningar i elektrolytbalansen (såsom saltbrist), och näringsbrist.
Ordet "diarré" kommer från grekiskans διάϱ᾽ϱ῾οια, diárroia, 'genomflytning'.

## Utseende
Beroende på vad som orsakar diarrén, kan avföringens utseende variera. Färgvariationer kan bero på kosten, men också ge en antydan om sjukdomsorsak. Grön färg tyder på att avföringen inte färgats brun av gallsyra, vilket är vanligt vid diarré eftersom det ofta är fallet när tarminnehållet passerar snabbt. Gul färg och fet avföring  förekommer vid malabsorption, giardiasis, och vid problem med bukspottkörteln. Om en gall- eller leversjukdom orsakar diarrén kan den vara mycket ljus, vilket indikerar att den innehåller mindre gallsyra än normalt. Svart avföring kallas melena när det beror på blödningar i mag- och tarmkanalen, vilket är ett allvarligt tecken, men färgen kan också uppkomma av läkemedel, järntillskott, med mera. Blödningar kan också rödfärga diarrén.  Blodig och vattnig diarré är ett huvudsymtom på dysenteri.
Slem i avföringen kan vara normalt, men kan också uppkomma vid cancer och irritabel tarm.

## Orsaker
Orsaker till diarré är tarmsjukdomar och endokrina sjukdomar som påverkar tarmarna (diabetes, sköldkörtelsjukdom), epidemiska faktorer, bakteriell överväxt efter operationer eller strålbehandling, alkoholmissbruk, biverkningar av läkemedel, samt aggreverande faktorer (födoämnen).
Akut diarré är en övergående och hastigt uppkommen diarré. En vanlig orsak till detta är gastroenterit, det vill säga magsjuka. Gastroenterit kan bero på bakterier, virus eller parasiter. Såväl vinterkräksjuka som salmonella och turistdiarré (Montezumas hämnd) är olika gastroenteriter. Matförgiftning, som är vanligare på sommaren, är likaså en gastroenterit. För mycket alkohol kan ge akut diarré, vilket likaså rädsla och ångest, samt blindtarmsinflammation kan.
Diarré kan också uppkomma i anslutning till intag av vissa födoämnen som en överkänslighetsreaktion (födoämnesintolerans och födoämnesöverkänslighet). Detta gäller exempelvis  gluten och laktos. Sådan överkänslighet är livslång men uppkommer endast som reaktion på födoämnet. Kronisk diarré är i sig ett otypiskt symtom som förekommer vid en rad olika sjukdomar, däribland irritabel tarm och stressmage, inflammatorisk tarmsjukdom (såsom kolit), bukspottkörtelinflammation, tjocktarmscancer, efter kirurgi och som biverkning till läkemedel.

## Varianter
Grovt räknat kan diarré indelas i tre typer: osmotisk, sekretorisk och inflammatorisk diarré. 
Osmotisk diarré innebär att vissa substanser inte kan tas upp av tarmen, men innehåller mycket vätska som gör avföringen lös.  Osmotisk diarré förekommer vid födoämnesallergier, vid överkonsumtion av vissa sötningsmedel (sorbitol med mera), och vid antibiotikabehandling. 
Vid sekretorisk diarré utsöndras vätska och elektrolyter från tarmarna, vilket orsakar konsistensen. Detta sker vid infektioner, laxativ behandling, förhöjda nivåer gallsyra, samt vissa tumörer och polyper. 
Inflammatorisk diarré beror på att en inflammation i tarmarna ger utsöndring av var, sårvätskor, proteiner, med mera, och kännetecknar diarré vid Crohns syndrom, tuberkulos, ulcerös kolit, vissa tumörer, etc.
Diarré kan också bero på snabba tarmrörelser, som vid giftstruma, inflammatorisk tarmsjukdom, samt flera faktorer såsom läkemedel och födoämnen.

## Behandling
På apoteken saluförs flera preparat som är verksamma mot vissa typer av diarré, till exempel loperamid. Diarré kan ge vätskebrist, saltbrist och näringsbrist som kan behöva behandlas.